# Czynnik zgazowujący
Czynnik zgazowujący – gaz dostarczany w procesie zgazowania do gazogeneratora. Jest on nośnikiem tlenu służącego w procesie zgazowania do zamiany pierwiastka węgla zawartego w paliwach stałych do gazowej postaci (tlenek węgla) w gazie generatorowym.
W zdecydowanej większości przypadków czynnikiem zgazowującym jest powietrze, niekiedy stosuje się w tym celu mieszaninę powietrza i pary wodnej lub samą parę wodną. 